# Phymatocera
Phymatocera är ett släkte av steklar som beskrevs av Anders Gustav Dahlbom 1835. Phymatocera ingår i familjen bladsteklar.
Släktet innehåller bara arten Phymatocera aterrima.

## Bildgalleri

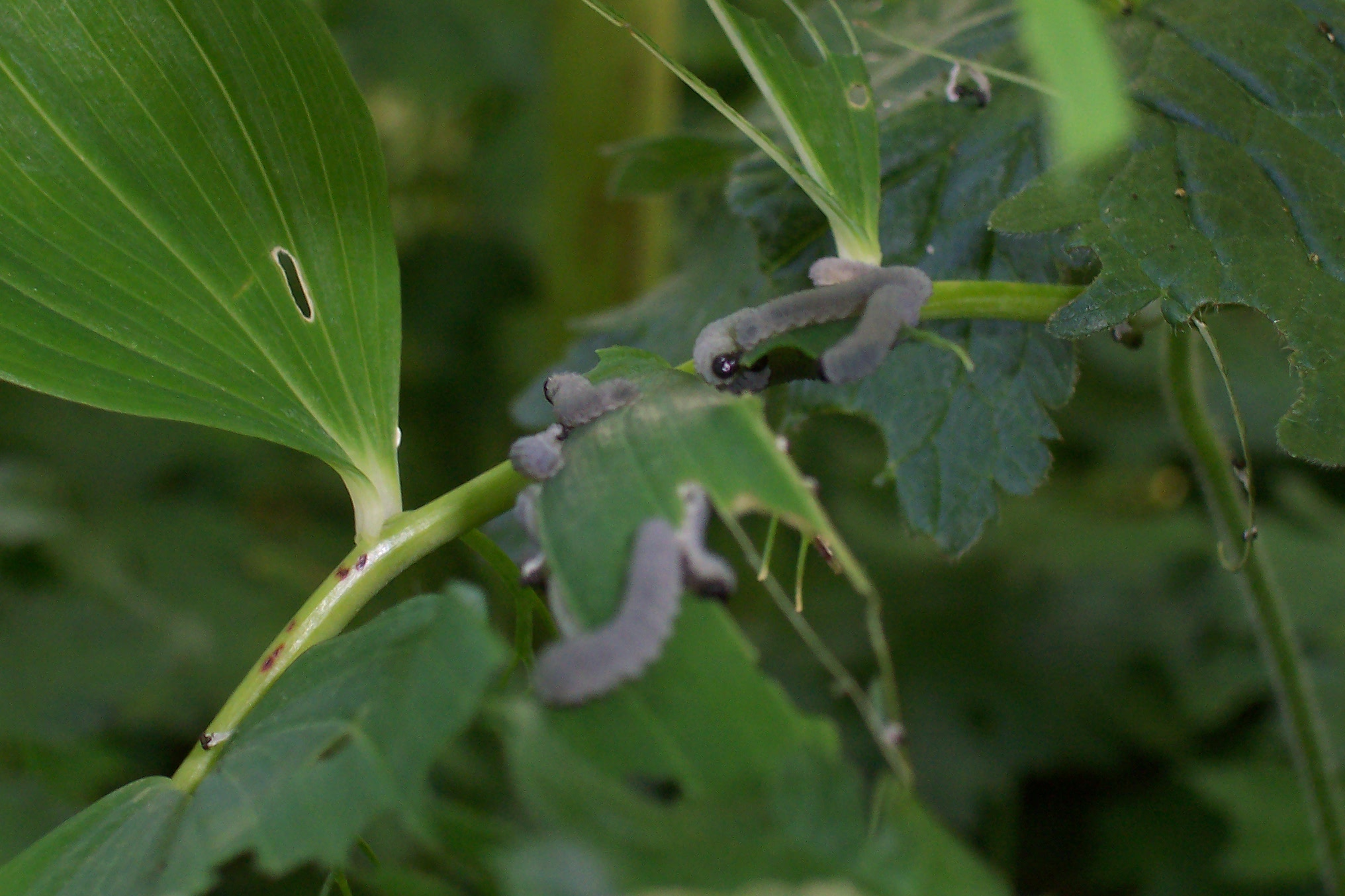
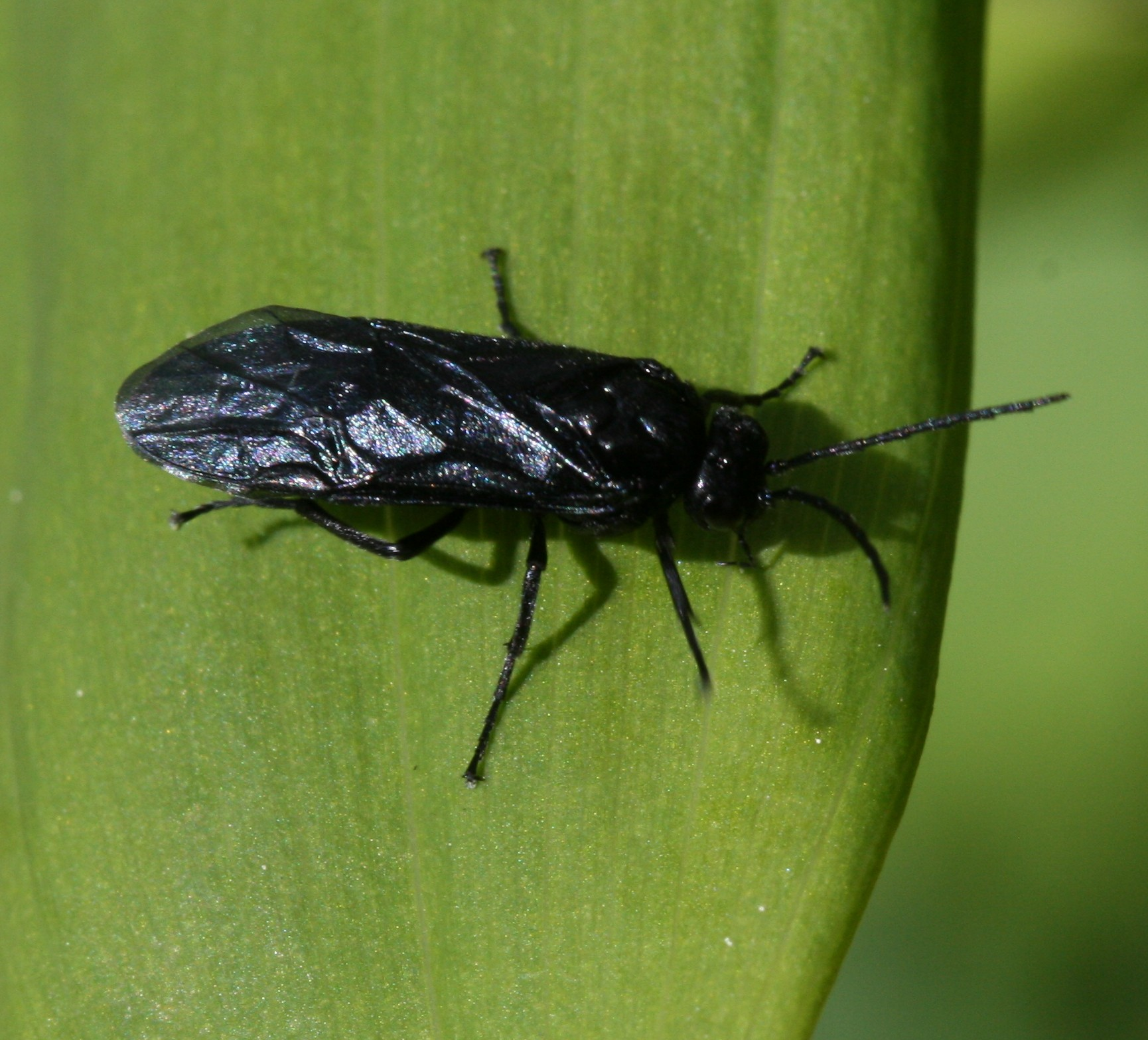
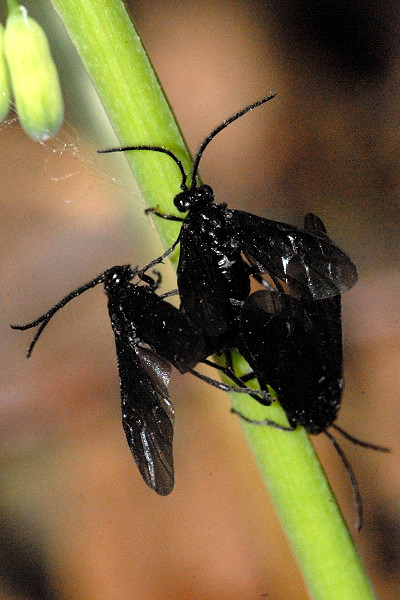
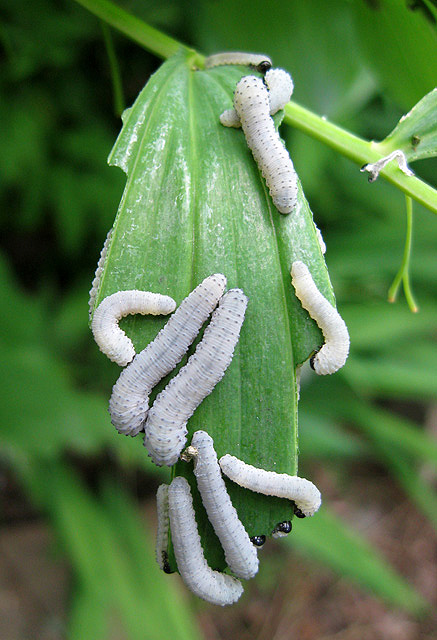